# Louvergny
Louvergny ist eine Ortschaft und eine ehemalige französische Gemeinde mit 56 Einwohnern (Stand 1. Januar 2022) im Département Ardennes in der Region Grand Est. Sie gehörte zum Arrondissement Vouziers und zum gleichnamigen Kanton. Die Einwohner von Louvergny werden Marinettes genannt.
Mit Wirkung vom 1. Januar 2016 wurden die ehemaligen Gemeinden Le Chesne, Louvergny und Les Alleux zu einer Commune nouvelle mit dem Namen Bairon et ses environs zusammengelegt und haben in der neuen Gemeinde den Status einer Commune déléguée inne.

## Geographie
Louvergny liegt am Rand der Argonnen auf einem vorjurassischen Bergrücken, der geologisch das Département teilt. Ein großer Wald erstreckt sich zwischen Louvergny im Süden und Omont und Vendresse im Norden. Der Ort liegt im Tal des Flusses Bairon, der wenige Kilometer südlich zum Stausee Lac de Bairon aufgestaut wurde.

## Bevölkerungsentwicklung
- 1962: 140
- 1968: 111
- 1975: 93
- 1982: 95
- 1990: 90
- 1999: 75
- 2016: 67

## Geschichte
Der Ort ist erstmals zu Beginn des 13. Jahrhunderts bezeugt. Die Herren von Louvergny waren Vasallen der Grafen von Rethel, darunter Jean de Louvergny 1234, Raymond und Estevin de Louvergny 1322, Richard de Louvergny 1397. Im 17. Jahrhundert ging der Name an einen Zweig der Familie Moët über, der 1797 erlosch.

## Priorei Saint-Guillaume
Die Priorei der Wilhelmiten wurde 1249 von Graf Johann I. von Rethel gegründet. Sie war das erste Kloster dieses Ordens, zu dem bereits eine große Zahl von Häusern in Flandern und Deutschland angehörten, in Frankreich. Die Priorei bestand bis 1643 und ging in diesem Jahr an die Nonnen von Sainte-Marie de Mouzon über. In der zweiten Hälfte des 18. Jahrhunderts wurden die Gebäude als Bauernhof genutzt. Im napoleonischen Kataster sind sie ein letztes Mal aufgeführt. Heute erinnert lediglich die Ortsbezeichnung L’Abbaye an das Kloster.

## Kirche
Auch von der romanischen Kirche aus dem 12. Jahrhundert existiert nichts mehr. Sie stand im Zentrum des Friedhofs und wurde 1896 durch die heutige Kirche ersetzt.